# Іонійський союз

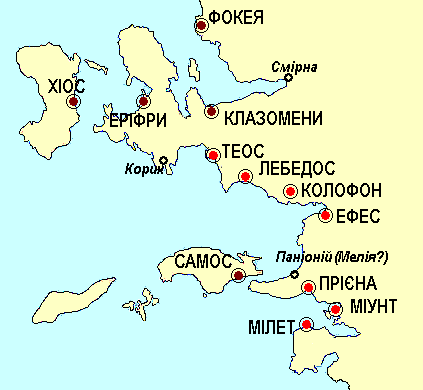
Іонійський союз. Червоним позначені засновники, темно-червоним - міста, що увійшли до його складу у IX-VIII ст. до н. е.

Іонійський союз (дав.-гр. κοινὸν Ἰώνων) — об'єднання давньогрецьких, переважно іонійських міст, розташованих на західному узбережжі Анатолії.

## Історія
Пароська хроніка приписує створення союзу Нелею і датує його 1086 — 1075 рр. до н. е., однак більшість дослідників впевнені, що об'єднання виникло не раніше IX ст. до н. е. Спочатку до Іонійського союзу входило сім міст — Мілет, Міунт, Прієна, Ефес, Колофон, Теос і Лебедос. Пізніше до об'єднання увійшли Хіос і Самос, який спочатку був союзником карійців і лише згодом був захоплений ефесцями. До союзу також приєдналися Клазомени і Еріфри, які за етнічним складом населення були швидше еолійськими поселеннями. Фокею прийняли лише після того, як вона погодилася віддати царську владу у місті Кодридам з Теоса, а прохання Смірни було відхилено (до союзу вона увійшла лише за елліністичних часів). Таким чином Іонійський союз перетворився на класичне «дванадцятиграддя».

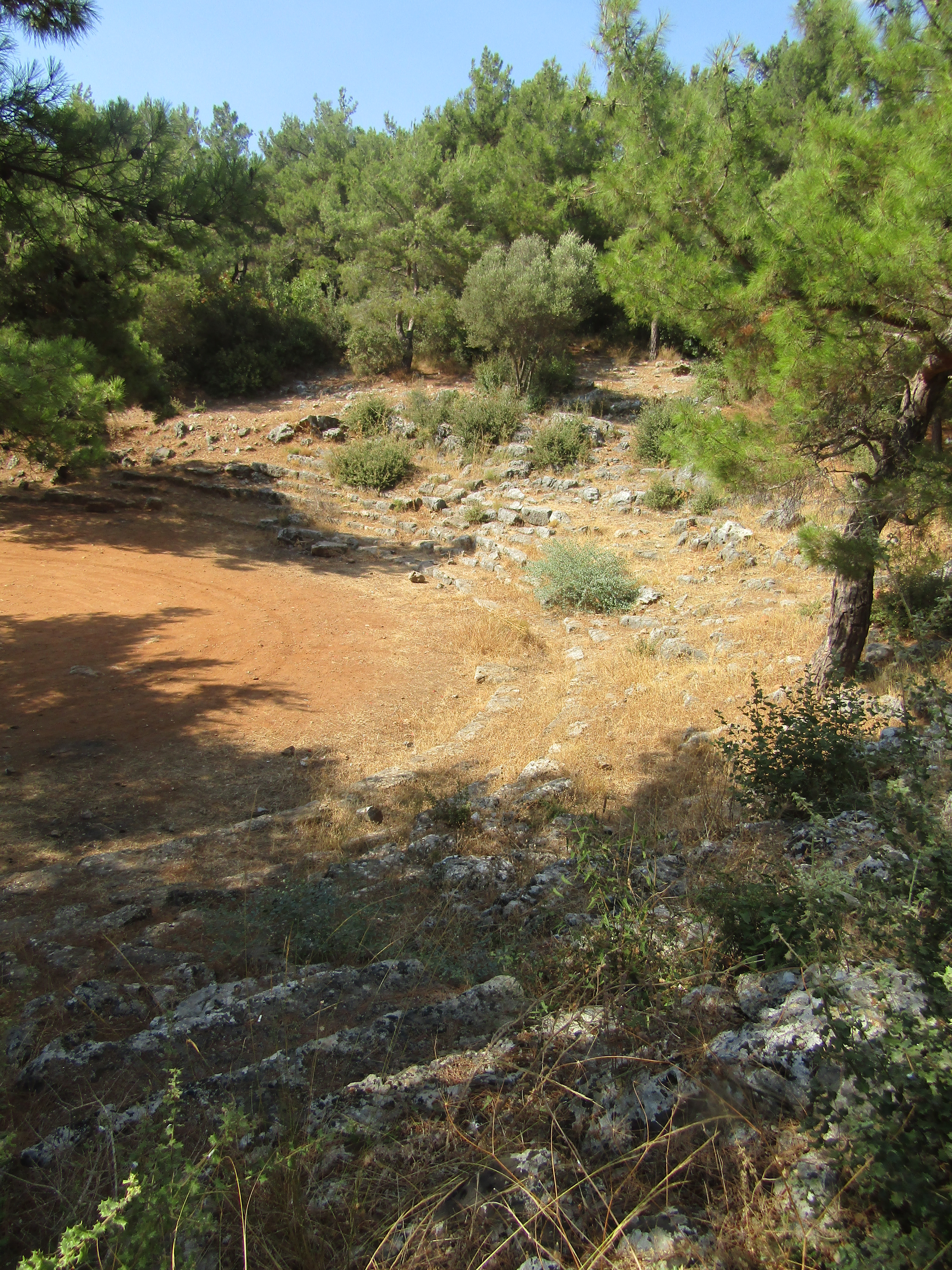
Залишки Паніоніону у сучасному селищі Гюзельчамли

З самого початку союз мав швидше етнічний, аніж військово-політичний характер. Не був він і амфіктіонією, хоча в іонійців й інсував спільний культ Посейдона Геліконського — із святом Паніоній. Метою союзу у перші сторіччя його існування було зміцнення і розширення влади міст-учасників над анатолійським узбережжям. Останнім спільним заходом такого роду була так звана Мелійська війна (730 р. до н. е.) проти карійського міста Мелії, що було розташоване на мисі Мікале (за іншою версією — Мелія була членом Іонійського союзу, проте чимось налаштувала проти себе інших учасників об'єднання). Після перемоги союзників Мелія була зруйнована, на її місті було зведено нове святилище Посейдона — Паніоніон, біля якого представники союзу надалі збиралися на наради, а мелійські землі були розподілені між переможцями.
Проте спільна військова акція не перетворила Іонійський союз на політичне об'єднання на зразок сіммахії, вже у Лелантський війні (720 — 660 рр. до н. е.) його члени приєдналися до різних коаліцій. Цілком безсилим виявилося об'єднання і проти лідійської та перської загроз. Пропозиція Фалеса (швидше за все інспірована Фрасибулом) перетворити союз на єдину федеративну державу з административним центром у Теосі не була підтримана членами об'єднання. Ініціативу Біанта заснувати єдине місто зустріли відверто вороже. Врешті решт усі міста, що входили до Іонійського союзу опинилися під владою Персії. Під час повстання 500 — 494 рр. до н. е. союз себе ніяк не виявив, окремі поліси приєднувалися до нього і діяли цілком самостійно. Згодом усі учасники союзу увійшли до іншої сіммахії — під егідою Афін.
Іонійський союз формально продовжував існувати і за елліністичних, і навіть за римських часів, проте жодної політичної ролі надалі не грав.